# Markranstädt
Markranstädt – miasto w Niemczech, w kraju związkowym Saksonia, w okręgu administracyjnym Lipsk, w powiecie Lipsk (do 31 lipca 2008 w powiecie Leipziger Land). Leży na zachód od Lipska.

## Dzielnice
W skład obszaru miasta wchodzą następujące dzielnice: Albersdorf, Altranstädt, Döhlen, Frankenheim, Gärnitz, Göhrenz, Großlehna, Kulkwitz, Lindennaundorf, Meyhen, Quesitz, Priesteblich, Räpitz, Schkeitbar, Schkölen, Seebenisch i Thronitz.
W Markranstädt krzyżują się dwie drogi krajowe B87 i B186.

## Współpraca
- Mettmann, Nadrenia Północna-Westfalia

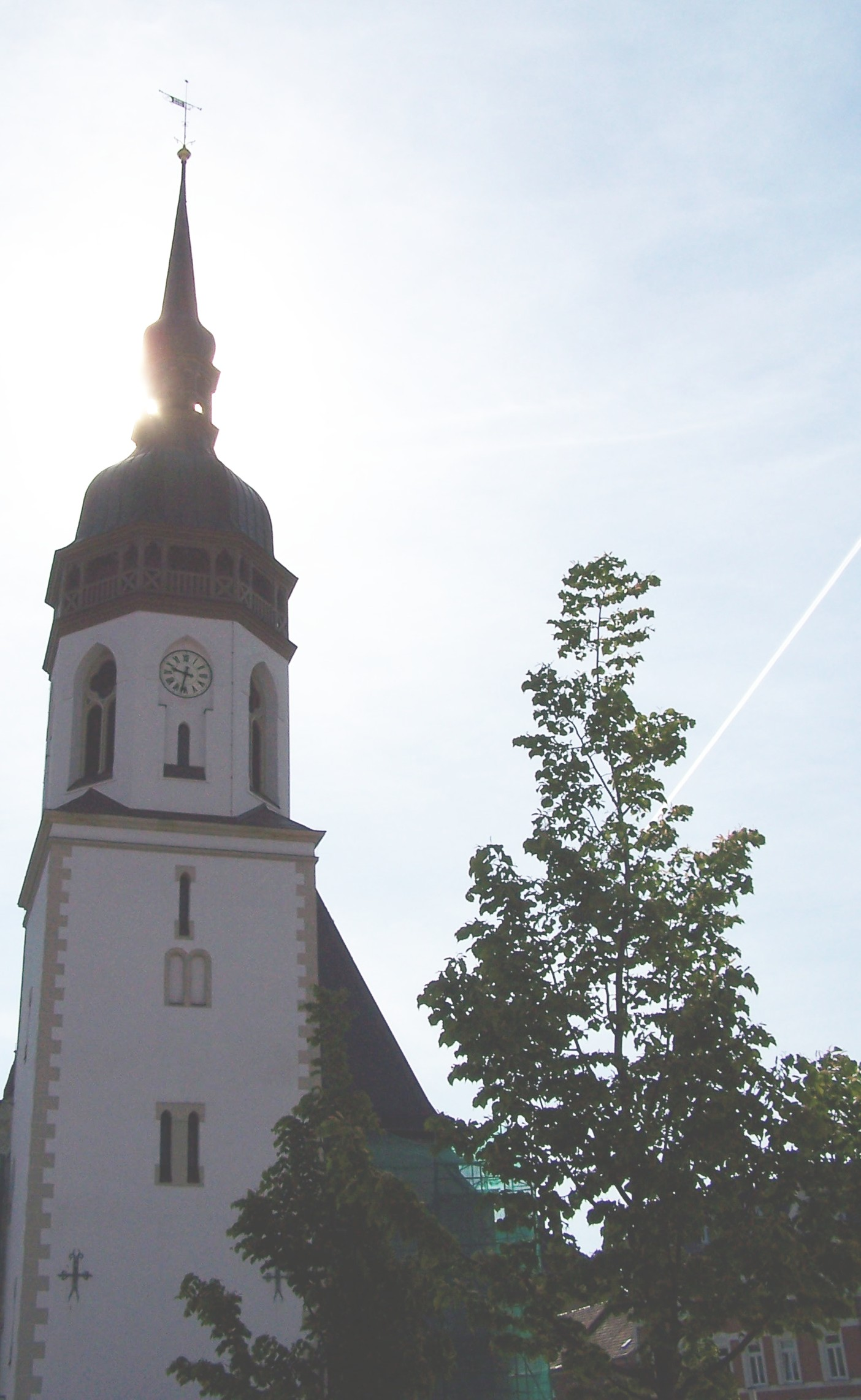
Kościół św. Wawrzyńca (St. Laurentius) z 1518-1525